# Heinrich Reule
Heinrich Reule (* 1607; † 26. Juli 1678 in Quedlinburg) war ein deutscher Zimmermeister.

## Leben
Reule war der Vater von vier Kindern, wobei drei Kinder als Zimmermeister bekannt wurden. Am 3. November 1642 wurde Johannes Reule, am 7. April 1645 Martin Reule, am 7. Februar 1651 Andreas Rühle und am 7. Dezember 1657 Gabriel Rühle geboren. Als von Heinrich Reule geschaffenes Haus ist nur das 1667 errichtete Gebäude Neuendorf 22, 23 bekannt, das allerdings 1989 abgerissen wurde. Ein Teil der Fachwerkfassade wurde beim Neubau des Hauses Hohe Straße 9 in Quedlinburg vorgeblendet, um so an Reule, den Vater einer bedeutenden Generation Quedlinburger Zimmerleute zu erinnern. Möglicherweise stammen jedoch weitere Fachwerkhäuser Quedlinburgs von ihm. So war am Haus Neuendorf 22, 23, ein spiegelbildlich geschriebenes N auffällig. Ein solcher Buchstabe befindet sich auch an anderen Gebäuden in Quedlinburg, darunter ein Fachwerkhaus aus dem Jahr 1672.
Heinrich Reule verstarb am 26. Juli 1678 im Alter von 71 Jahren. Er wurde auf dem Altstädter Friedhof Quedlinburgs beigesetzt.